# サビン・ストラティラ
サビン・ストラティラ（Sabin Strătilă、1995年3月27日 - ）は、ルーマニアのラグビーユニオン選手。

## プロフィール
- ルーマニア・コンスタンツァ出身[1]。
- ポジションはフルバック(FB)。
- 身長 189cm、体重 95kg
- 弟のダミアンもラグビー選手。
- ルーマニア代表通算キャップ数は4（2025年5月現在）でラグビーワールドカップ2015のルーマニア代表に選ばれた[2]。

## 略歴
CSAステアウア・ブクレシュティを経て、2014年、ブカレスト・ウルブズに加入。